# Люшерц
Люшерц (нім. Lüscherz) — громада  в Швейцарії в кантоні Берн, адміністративний округ Зееланд.

## Географія
Громада розташована на відстані близько 25 км на північний захід від Берна.
Люшерц має площу 5,4 км², з яких на 7,6% дозволяється будівництво (житлове та будівництво доріг), 45,1% використовуються в сільськогосподарських цілях, 46,6% зайнято лісами, 0,7% не є продуктивними (річки, льодовики або гори).

## Демографія
2019 року в громаді мешкало 551 особа (+3,8% порівняно з 2010 роком), іноземців було 11,6%. Густота населення становила 102 осіб/км².
За віковим діапазоном населення розподілялося таким чином: 14,7% — особи молодші 20 років, 63% — особи у віці 20—64 років, 22,3% — особи у віці 65 років та старші. Було 279 помешкань (у середньому 2 особи в помешканні).
Із загальної кількості 146 працюючих 37 було зайнятих в первинному секторі, 33 — в обробній промисловості, 76 — в галузі послуг.